# 2025 год
2025 (две ты́сячи два́дцать пя́тый) год  по григорианскому календарю — невисокосный год, начинающийся в среду. Это 2025 год нашей эры, 5‑й год 3‑го десятилетия XXI века 3‑го тысячелетия, 6‑й год 2020‑х годов. Это текущий год.
| Пн | Вт | Ср | Чт | Пт | Сб | Вс |
|    |    | 1  | 2  | 3  | 4  | 5  |
| 6  | 7  | 8  | 9  | 10 | 11 | 12 |
| 13 | 14 | 15 | 16 | 17 | 18 | 19 |
| 20 | 21 | 22 | 23 | 24 | 25 | 26 |
| 27 | 28 | 29 | 30 | 31 |    |    |

| Пн | Вт | Ср | Чт | Пт | Сб | Вс |
|    |    |    |    |    | 1  | 2  |
| 3  | 4  | 5  | 6  | 7  | 8  | 9  |
| 10 | 11 | 12 | 13 | 14 | 15 | 16 |
| 17 | 18 | 19 | 20 | 21 | 22 | 23 |
| 24 | 25 | 26 | 27 | 28 |    |    |

| Пн | Вт | Ср | Чт | Пт | Сб | Вс |
|    |    |    |    |    | 1  | 2  |
| 3  | 4  | 5  | 6  | 7  | 8  | 9  |
| 10 | 11 | 12 | 13 | 14 | 15 | 16 |
| 17 | 18 | 19 | 20 | 21 | 22 | 23 |
| 24 | 25 | 26 | 27 | 28 | 29 | 30 |
| 31 |    |    |    |    |    |    |

| Пн | Вт | Ср | Чт | Пт | Сб | Вс |
|    | 1  | 2  | 3  | 4  | 5  | 6  |
| 7  | 8  | 9  | 10 | 11 | 12 | 13 |
| 14 | 15 | 16 | 17 | 18 | 19 | 20 |
| 21 | 22 | 23 | 24 | 25 | 26 | 27 |
| 28 | 29 | 30 |    |    |    |    |

| Пн | Вт | Ср | Чт | Пт | Сб | Вс |
|    |    |    | 1  | 2  | 3  | 4  |
| 5  | 6  | 7  | 8  | 9  | 10 | 11 |
| 12 | 13 | 14 | 15 | 16 | 17 | 18 |
| 19 | 20 | 21 | 22 | 23 | 24 | 25 |
| 26 | 27 | 28 | 29 | 30 | 31 |    |

| Пн | Вт | Ср | Чт | Пт | Сб | Вс |
|    |    |    |    |    |    | 1  |
| 2  | 3  | 4  | 5  | 6  | 7  | 8  |
| 9  | 10 | 11 | 12 | 13 | 14 | 15 |
| 16 | 17 | 18 | 19 | 20 | 21 | 22 |
| 23 | 24 | 25 | 26 | 27 | 28 | 29 |
| 30 |    |    |    |    |    |    |

| Пн | Вт | Ср | Чт | Пт | Сб | Вс |
|    | 1  | 2  | 3  | 4  | 5  | 6  |
| 7  | 8  | 9  | 10 | 11 | 12 | 13 |
| 14 | 15 | 16 | 17 | 18 | 19 | 20 |
| 21 | 22 | 23 | 24 | 25 | 26 | 27 |
| 28 | 29 | 30 | 31 |    |    |    |

| Пн | Вт | Ср | Чт | Пт | Сб | Вс |
|    |    |    |    | 1  | 2  | 3  |
| 4  | 5  | 6  | 7  | 8  | 9  | 10 |
| 11 | 12 | 13 | 14 | 15 | 16 | 17 |
| 18 | 19 | 20 | 21 | 22 | 23 | 24 |
| 25 | 26 | 27 | 28 | 29 | 30 | 31 |

| Пн | Вт | Ср | Чт | Пт | Сб | Вс |
| 1  | 2  | 3  | 4  | 5  | 6  | 7  |
| 8  | 9  | 10 | 11 | 12 | 13 | 14 |
| 15 | 16 | 17 | 18 | 19 | 20 | 21 |
| 22 | 23 | 24 | 25 | 26 | 27 | 28 |
| 29 | 30 |    |    |    |    |    |

| Пн | Вт | Ср | Чт | Пт | Сб | Вс |
|    |    | 1  | 2  | 3  | 4  | 5  |
| 6  | 7  | 8  | 9  | 10 | 11 | 12 |
| 13 | 14 | 15 | 16 | 17 | 18 | 19 |
| 20 | 21 | 22 | 23 | 24 | 25 | 26 |
| 27 | 28 | 29 | 30 | 31 |    |    |

| Пн | Вт | Ср | Чт | Пт | Сб | Вс |
|    |    |    |    |    | 1  | 2  |
| 3  | 4  | 5  | 6  | 7  | 8  | 9  |
| 10 | 11 | 12 | 13 | 14 | 15 | 16 |
| 17 | 18 | 19 | 20 | 21 | 22 | 23 |
| 24 | 25 | 26 | 27 | 28 | 29 | 30 |

| Пн | Вт | Ср | Чт | Пт | Сб | Вс |
| 1  | 2  | 3  | 4  | 5  | 6  | 7  |
| 8  | 9  | 10 | 11 | 12 | 13 | 14 |
| 15 | 16 | 17 | 18 | 19 | 20 | 21 |
| 22 | 23 | 24 | 25 | 26 | 27 | 28 |
| 29 | 30 | 31 |    |    |    |    |

Год Змеи по китайскому гороскопу.
Год 80-летия Победы в Великой Отечественной войне в СНГ.
Год Защитника Отечества в России.
Год благоустройства страны в Беларуси.
Год рабочих профессий в Казахстане.

## События

### Январь
- 1 января:

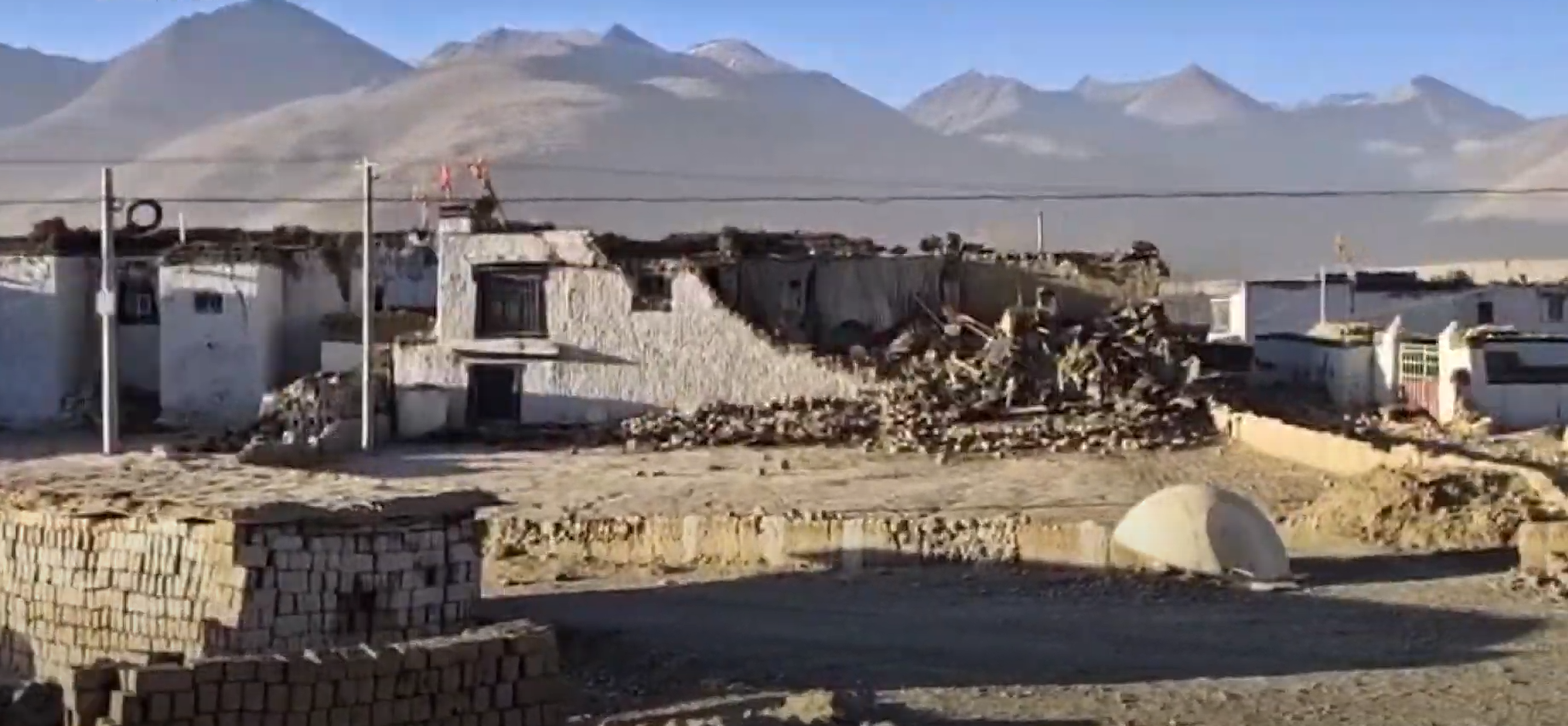
Разрушенные дома в Тибете после землетрясения, 7 января

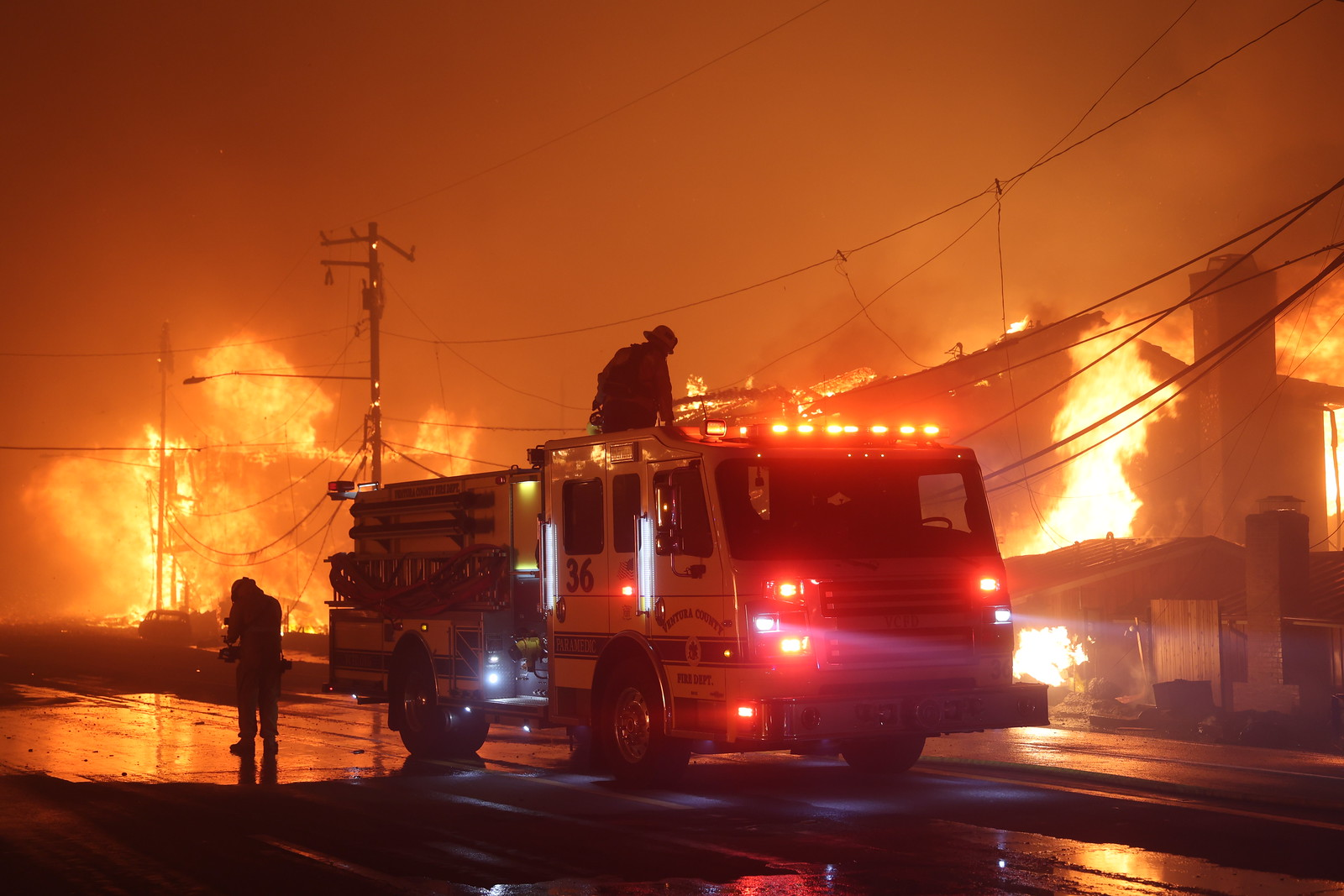
Пожарные тушат огонь в Палисейдсе, Лос-Анджелес, 8 января

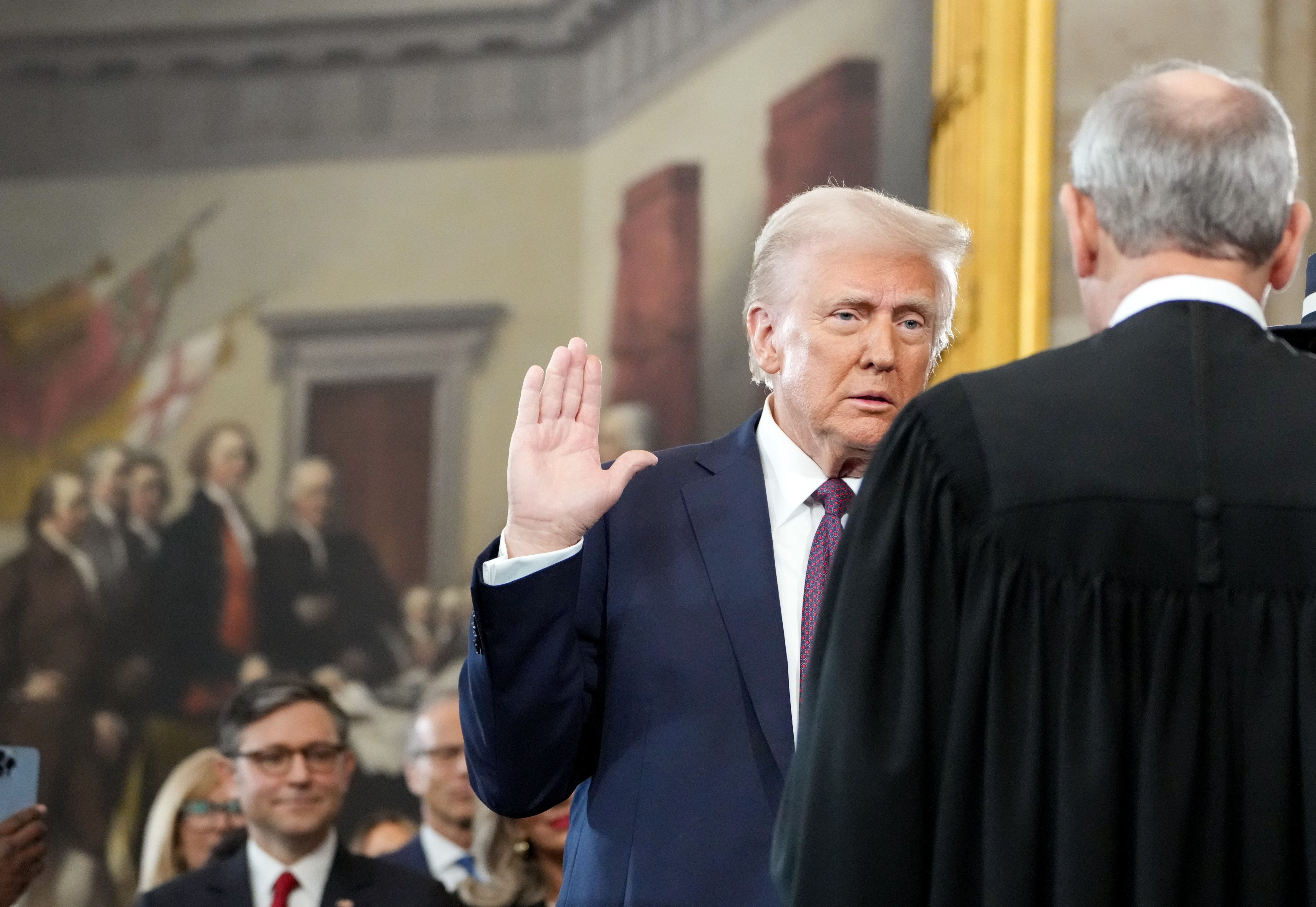
Вторая инаугурация Дональда Трампа, 20 января

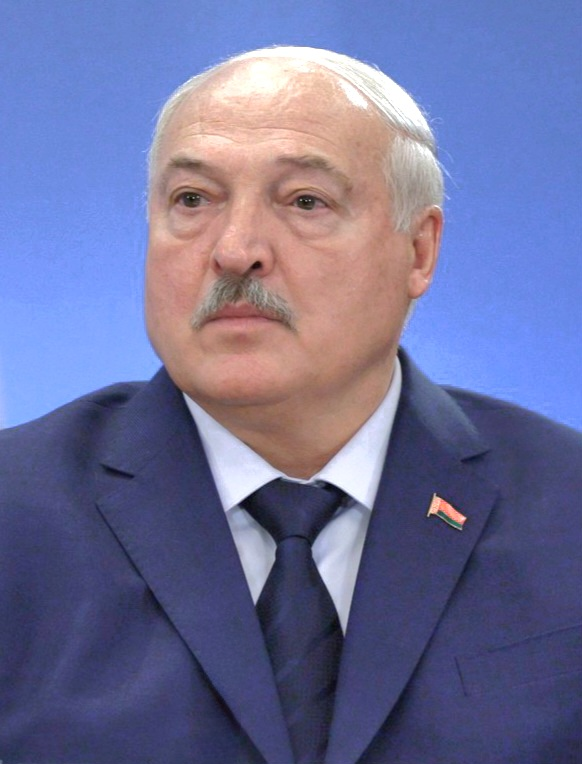
Президент Беларуси Александр Лукашенко одержал победу на президентских выборах 26 января, обеспечив себе седьмой срок

  - Болгария и Румыния стали полноправными членами Шенгенской зоны[6][7].
  - Польша принимает председательство в Совете Европейского Союза после Венгрии[8][9].
  - Лихтенштейн стал 37-й страной, легализовавшей[англ.] однополые браки[10].
  - Украина прекратила транспортировку российского газа через территорию страны после истечения пятилетнего транзитного соглашения, а также стала государством-участником Международного уголовного суда[11][12].
  - Теракт в Новом Орлеане. Погибли 15 человек (включая напавшего), пострадали 45[13].
  - 14 человек погибли и ещё четверо получили ранения в результате стрельбы в Цетине, Черногория[14].
  - Стрельба в ночном клубе Amazura в Нью-Йорке[15].
  - Энергетический кризис в Приднестровье.
- 2 января — начало вспышки метапневмовируса человека (hMPV) в Китае[16].
- 3 января:
  - В Китае введена в строй крупнейшая в мире гидроаккумулирующая электростанция «Фэннин»[17].
  - В Сеуле не смогли арестовать бывшего президента Юн Сок Ёля, следователи вошли в резиденцию президента страны, чтобы исполнить ордер на его арест, однако охрана главы государства воспрепятствовала им[18][19].
- 4 января — канцлер Австрии Карл Нехаммер объявил о своей отставке[20].
- 5 января — ВСУ начали наступление в Большесолдатском районе Курской области, начав бои за Бердин[21][22].
- 6 января:
  - Премьер-министр Канады Джастин Трюдо объявил о своей отставке[23].
  - Индонезия стала десятым членом БРИКС[24].
  - Конгресс США утвердил победу Дональда Трампа[25].
- 7 января:
  - Лесные пожары в Южной Калифорнии, накрывшие 16,000 га.
  - В результате землетрясения магнитудой 7,1 в Тибетском автономном районе на юго-западе Китая погибли по меньшей мере 126 человек, ещё 338 получили ранения[26][27].
- 8 января — боевики в Чаде атаковали президентский дворец. Погибло 19 человек[28].
- 9 января:
  - Парламент Ливана избрал[англ.] генерала Жозефа Ауна президентом Ливана, положив конец вакууму власти, который длился более двух лет[29].
  - В Вашингтоне прошли государственные похороны Джимми Картера, бывшего президента США, который скончался 29 декабря 2024 года. На церемонии присутствовали все пять ныне живущих президентов США. В связи с этим в стране был объявлен национальный траур[30][31].
- 10 января:
  - Действующий президент Венесуэлы Николас Мадуро принял присягу[англ.] в качестве президента на третий срок на фоне продолжающегося кризиса[англ.] после спорных выборов в стране[32].
  - Европейская служба по изменению климата Коперник сообщила, что 2024 год стал самым жарким годом в истории и первым календарным годом, в котором была преодолена символическая отметка в 1,5 °C глобального потепления[33].
- 11 января — массовые антиправительственные акции протеста в Монголии[34].
- 12 января — второй тур президентских выборов в Хорватии[35]. На второй срок переизбран президент страны Зоран Миланович[36].
- 13 января — в Индии началось 45-дневное празднование фестиваля Маха Кумбха Мела, проводимого раз в 144 года[37].
- 14 января—2 февраля — Чемпионат мира по гандболу среди мужчин 2025 прошёл в Хорватии, Дании и Норвегии[38][39].
- 14 января:
  - Сумма экономического ущерба от лесных пожаров в Калифорнии достигла $275 млрд[40].
  - Президент США Джо Байден исключил Кубу из списка государств — спонсоров терроризма в обмен на освобождение 553 кубинских политических заключенных[41].
- 15 января:
  - В Республике Корея со второй попытки был задержан отстранённый в результате импичмента президент Юн Сок Ёль[42][43].
  - Израиль и ХАМАС заключили соглашение о возвращении заложников и поэтапном прекращении войны в Газе[44].
- 16 января — парламентские выборы в Вануату[англ.].
- 17 января — Кабинет министров Израиля ратифицировал соглашение с ХАМАС. После одобрения этого решения Верховным судом Израиля соглашение начнёт действовать 19 января 2025 года[45].
- 18 января — в Тегеране убиты 2 шариатских судьи, один из которых, Али Разини, входил в Совет экспертов, а второй, Мохаммад Мокисех, ранее работал в Верховном суде Ирана. Стрелок покончил с собой.
- 19 января:
  - Социальная сеть TikTok и другие продукты ByteDance прекратили свою работу в США[46][47]. На следующий день TikTok возобновил свою работу в США после заявления Дональда Трампа[48].
  - Вступило в силу соглашение между Израилем и ХАМАС о прекращении огня в секторе Газа[49][50].
- 20 января — инаугурация 47-го президента США Дональда Трампа[51].
- 21 января — 78 человек погибли в результате пожара в отеле на популярном лыжном курорте Карталкая в Турции[52][53].
- 22 января — Йеменские хуситы отпустили всех 25 членов экипажа японского судна Galaxy Leader, державшихся ими в заложниках с ноября 2023 года, в качестве жеста поддержки соглашения о прекращении огня между Израилем и ХАМАС.
- 23 января — Таиланд стал 38-й страной и первой в Юго-Восточной Азии, легализовавшей однополые браки[54][55].
- 24 января — массовые многотысячные антиправительственные акции протеста в Словакии[56].
- 25 января:
  - Первый тур президентских выборов в Греции[57].
  - Демократическая Республика Конго и Руанда разорвали дипломатические отношения[58].
- 26 января:
  - Президентские выборы в Беларуси[59][60][61]. Победу одержал действующий президент Александр Лукашенко.
  - Повстанческая группировка M23 захватила город Гома — административный центр провинции Северное Киву на востоке ДР Конго[62].
- 27 января — появление новой модели чат-бота китайского стартапа DeepSeek вызвало серьёзные потрясения на мировом фондовом рынке, в частности, в технологическом секторе[63]. Чиповый гигант Nvidia теряет около 600 миллиардов долларов своей стоимости, что является самым большим падением для одной компании в истории фондового рынка США[64][65].
- 28 января:
  - Стрелки «Часов Судного дня» перевели на секунду вперёд[66].
  - Премьер-министр Сербии Милош Вучевич подал в отставку на фоне протестов после обрушения навеса на железнодорожной станции в Нови-Саде, а также после нескольких инцидентов, в которых члены Сербской прогрессивной партии нападали на студентов в Нови-Саде. Он остаётся исполняющим обязанности до тех пор, пока Народная скупщина не примет его отставку[67].
  - Президент США Дональд Трамп подписал несколько указов, касающихся вооружённых сил США, в том числе о создании американского аналога израильской системы противоракетной обороны «Железный купол»[68].
- 29 января:
  - Парламентская делегация Грузии приостановила работу в ПАСЕ[69].
  - Авиакатастрофа в Вашингтоне из-за столкновения самолёта Bombardier CRJ700 с вертолётом Sikorsky UH-60 Black Hawk над рекой Потомак. В результате столкновения погибли все 67 пассажиров на борту[70][71].
  - Ахмед аш-Шараа был объявлен президентом Сирии на переходный период[72].
  - Американский истребитель F-35 разбился на Аляске[73]. Пилот выжил, преждевременно катапультировшись.
- 30 января — Даниэль Ортега провёл в Никарагуа реформу конституции[англ.], официально утвердив в стране двоевластие, и сделал свою жену Росарио Мурильо сопрезидентом[74].
- 31 января:
  - Проведение второго тура президентских выборов в Греции[75].
  - Катастрофа медицинского транспортного самолёта Learjet 55 в Филадельфии. В результате все 6 человек на борту погибли[76]. На земле погиб один человек, 24 пострадали.

### Февраль

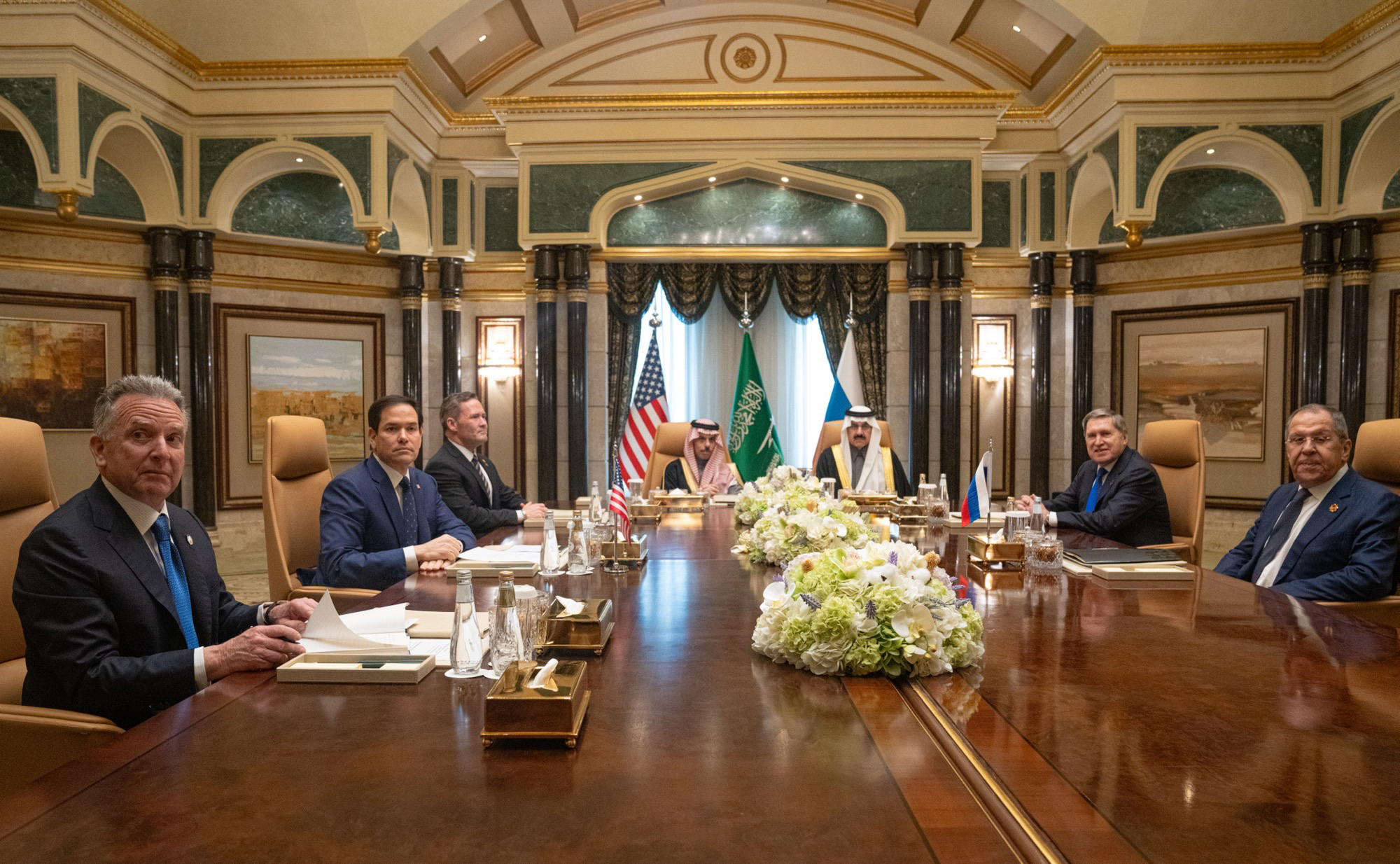
Американская и российская делегации в Эр-Рияде во время первых переговоров России и США о достижении мира на Украине, 18 февраля

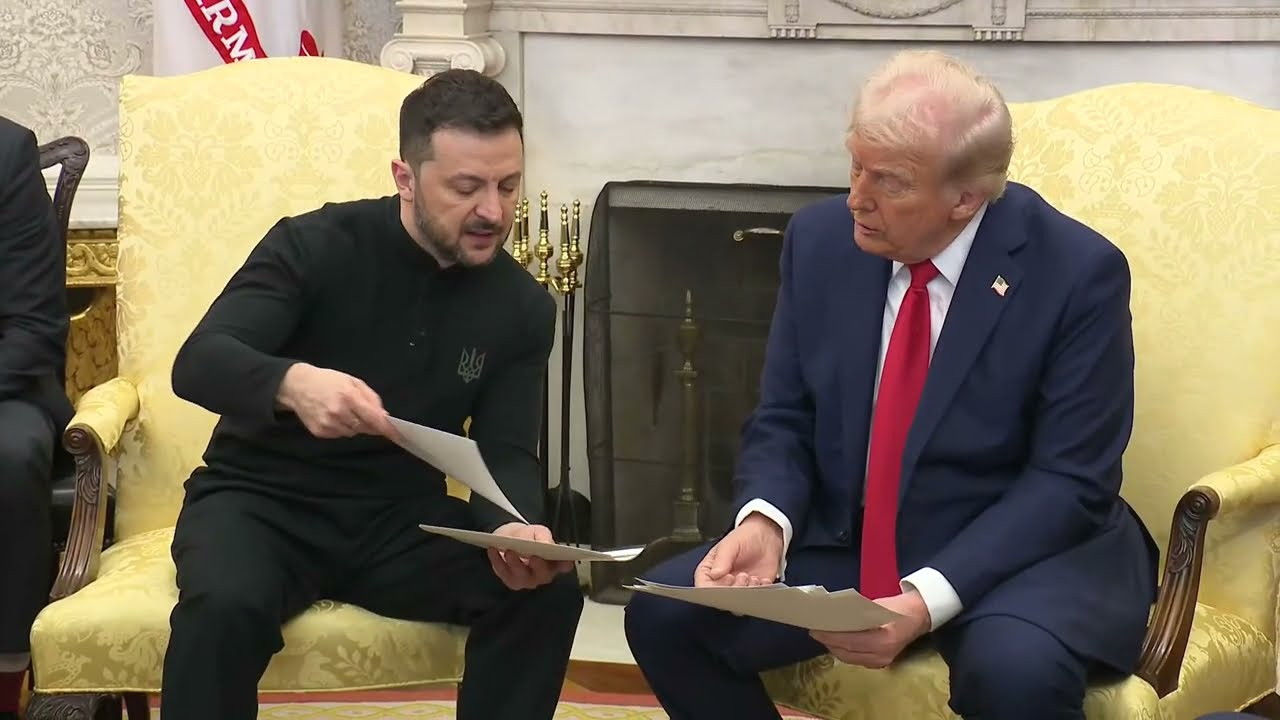
Владимир Зеленский демонстрирует Дональду Трампу фотографии жертв российского вторжения на Украину во время встречи в Овальном кабинете, 28 февраля

- 1 февраля — США вводят 25 % тарифы на товары из Мексики и Канады, а также 10 % тариф на товары из Китая[77]. В ответ Китай вводит 15 % тариф на уголь и сжиженный газ из США[78].
- 2 февраля — в Гоме убиты 773 человека в результате столкновений с повстанческой группировкой М23 в ходе конфликта ДР Конго и Руанды.
- 3 февраля — взрыв в ЖК «Алые Паруса» в Москве. Погибли два человека, включая основателя батальона «АрБат» Армена Саркисяна, четверо ранены[79].
- 4 февраля:
  - Стрельба в школе в городе Эребру в Швеции. Погибли 11 человек, включая напавшего, 15 ранены[80].
  - Президент США Дональд Трамп на встрече с премьером-министром Израиля Биньямином Нетаньяху заявил, что Соединённые Штаты готовы взять под свой контроль сектор Газа и что США будет отвечать за восстановление Газы[81][82].
- 5 февраля:
  - Палата представителей Филиппин объявила импичмент вице-президенту страны Саре Дутерте[83].
  - Президент Аргентины Хавьер Милей распорядился о выходе страны из ВОЗ.
  - Израиль вышел из Совета ООН по правам человека[84].
- 6 февраля — проведение третьего тура президентских выборов в Греции[85][86].
- 7 февраля:
  - Состоялась встреча президента США Дональда Трампа и премьер-министра Японии Сигэру Исибы, обсудили укрепление сотрудничества между США и Японией как в экономической сфере, так и в сфере безопасности для обеспечения мира и стабильности в Индо-Тихоокеанском регионе[87].
  - 4 человека погибли в столкновениях на границе Сирии и Ливана[88].
- 8 февраля — Литва, Латвия и Эстония отсоединились от БРЭЛЛ[89].
- 9 февраля:
  - Всеобщие выборы в Эквадоре[90].
  - Парламентские выборы[англ.] в Лихтенштейне.
  - Парламентские выборы[англ.] в Косове.
  - Литва, Латвия, Эстония подключились в (14:05 по местному времени) к синхронной континентальной Европейской системе[91].
- 10 февраля — в Гватемале автобус упал с моста в реку[англ.], в результате чего погибли по меньшей мере 56 человек и ещё 9 получили ранения[92].
- 11 февраля:
  - Состоялась церемония восшествия на престол принца Рахима аль-Хуссаини в качестве 50-го имама низаритского исмаилизма Ага-хан V, сменившего своего покойного отца Ага-хан IV[93].
  - Спецпосланник Трампа Стив Уиткофф провёл переговоры в Москве, в ходе которых было достигнуто соглашение об освобождении Марка Фогеля в обмен на освобождение Александра Винника[94].
  - Трамп встретился с королём Иордании Абдаллой II, обсуждали будущее сектора Газы[95].
- 12 февраля:
  - Парламент Армении принял в первом чтении законопроект «О процессе вступления Республики Армения в Европейский Союз»[96].
  - Проведение финального четвёртого тура президентских выборов в Греции. Константинос Тасулас избран президентом[97].
  - Президент Румынии Клаус Йоханнес ушёл в отставку[98]. Обязанности президента на период до выборов взял на себя председатель Сената Румынии Илие Боложан[99].
  - Состоялся телефонный разговор Трампа и Путина, обсуждали перспективы завершения войны, затем состоялся телефонный разговор с Зеленским, обсуждали то же самое[100]. Это был первый прямой обмен мнениями между лидерами России и США с февраля 2022 года[101].
- 13 февраля:
  - В Мюнхене (Германия) в результате наезда на толпу участников митинга профсоюзной организации ver.di погибли, как минимум, двое человек, и более 30 пострадали[102].
  - В Тайчжуне (Тайвань) в результате взрыва газа в универмаге Shin Kong Mitsukoshi погибли, как минимум, 4 человека и более 30 получили ранения[103].
  - Состоялась встреча президента США Дональда Трампа и премьер-министра Индии Нарендры Моди, обсудили укрепление американо-индийских отношений[104].
- 14—16 февраля — в Мюнхене (Германия) прошла 61-я ежегодная международная конференция по безопасности.
- 14 февраля — Новый безопасный конфайнмент ЧАЭС был повреждён ударом беспилотника. Внутренняя защитная оболочка реактора не пострадала, к повышению радиационного фона это не привело.
- 15 февраля — досрочные президентские выборы в Абхазии. Во второй тур вышли Бадра Гунба и Адгур Ардзинба.
- 16 февраля — ХАМАС согласился передать власть в секторе Газа Палестинской национальной администрации[105].
- 17 февраля:
  - Пассажирский самолёт Bombardier CRJ900LR авиакомпании Delta Airlines перевернулся при посадке[англ.] в международном аэропорту Торонто, пострадал 21 человек, трое получили тяжёлые ранения[106].
  - В Париже по инициативе президента Франции Эмманюэля Макрона состоялся экстренный саммит для обсуждения политики обороны, вторжения России на Украину и возможных мирных договорённостей об его окончании[107].
- 18 февраля:
  - В Эр-Рияде (Саудовская Аравия) прошли российско-американские переговоры о достижении мира на Украине[108][109].
  - Совместная британско-египетская группа объявила об открытии гробницы Тутмоса II — первой королевской гробницы, обнаруженной после гробницы Тутанхамона в 1922 году[110][111].
- 19 февраля—9 марта — Кубок чемпионов ICC 2025[англ.] проходит в Пакистане и Дубае.
- 19 февраля — Microsoft представила квантовый чип Majorana 1. Этот чип стал результатом 17 лет исследований в области майорановских фермионов и топологических кубитов[112].
- 20 февраля — в трёх припаркованных автобусах в Бат-Яме (Израиль) произошли взрывы[англ.], ещё в двух других обнаружена взрывчатка. Пострадавших нет, так как взрывы произошли рано утром и в автобусах не было людей[113]
- 22 февраля — в Мюлузе (Франция) произошло ножевое нападение[англ.], в результате чего 1 человек погиб и 5 получили ранения, в том числе 2 полицейских.
- 23 февраля — в Германии прошли досрочные парламентские выборы[114]. Победу одержала партия «ХДС» во главе с Фридрихом Мерцем со значительным отрывом[115].
- 25 февраля — самолёт ВВС Судана Ан-26 разбился в жилом районе Омдурмана, в результате катастрофы погибло не менее 46 человек[116][117].
- 27 февраля:
  - Космический аппарат компании Intuitive Machines готовится совершить историческую посадку ближе к южному полюсу Луны, чем любой предыдущий аппарат[118].
  - В Стамбуле прошли российско-американские переговоры, в ходе которых были определены первые шаги к стабилизации работы дипмиссий[119].
- 28 февраля — в Белом доме состоялась встреча президента США Дональда Трампа и президента Украины Владимира Зеленского, обсуждали возможность заключения перемирия между Украиной и Россией, а также сделку по полезным ископаемым, встреча была прервана досрочно, сделка не состоялась[120][121][122].

### Март
- 1 марта:

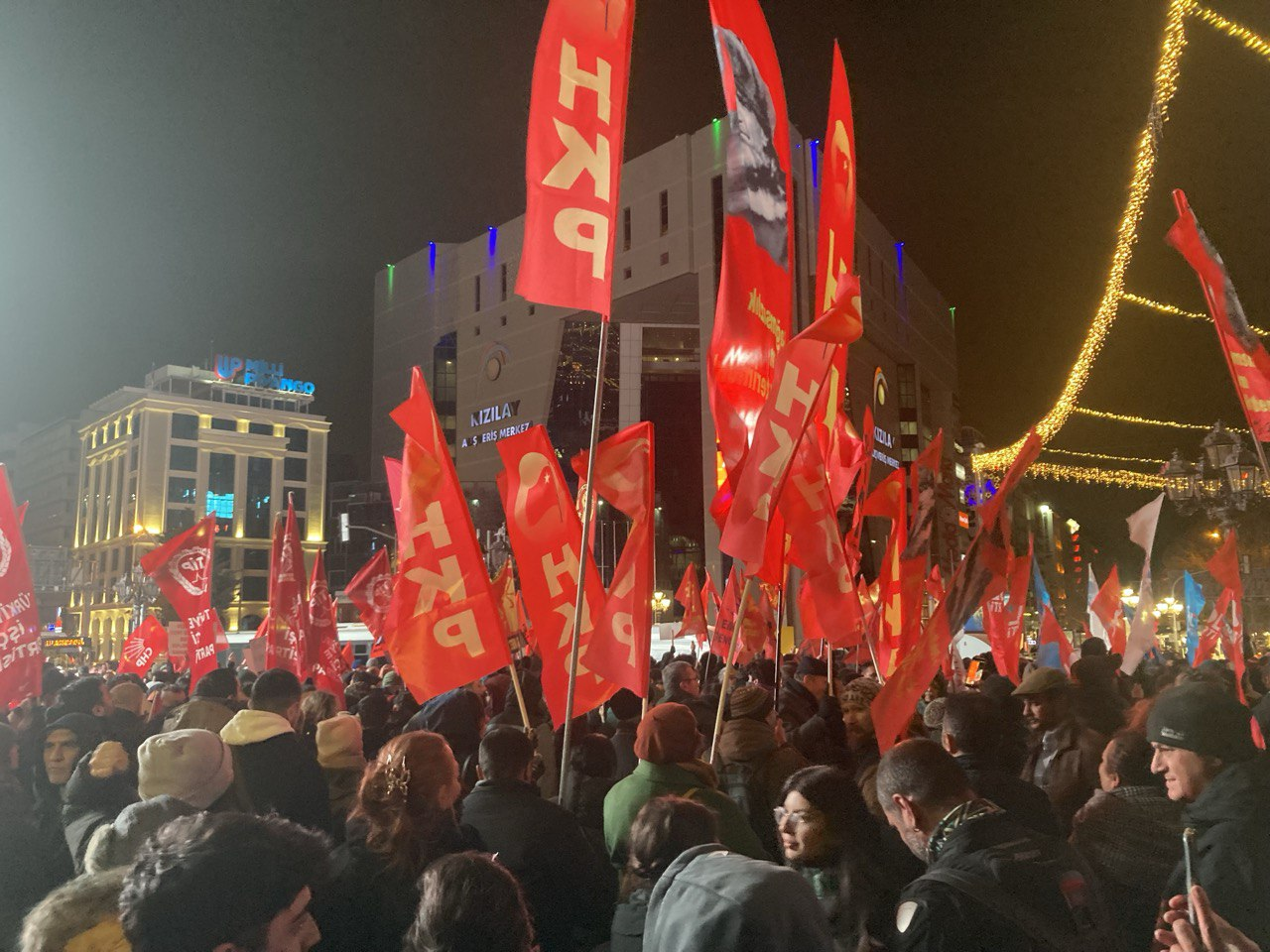
Начало массовых протестов в Турции после ареста мэра Стамбула Экрема Имамоглу, 20 марта

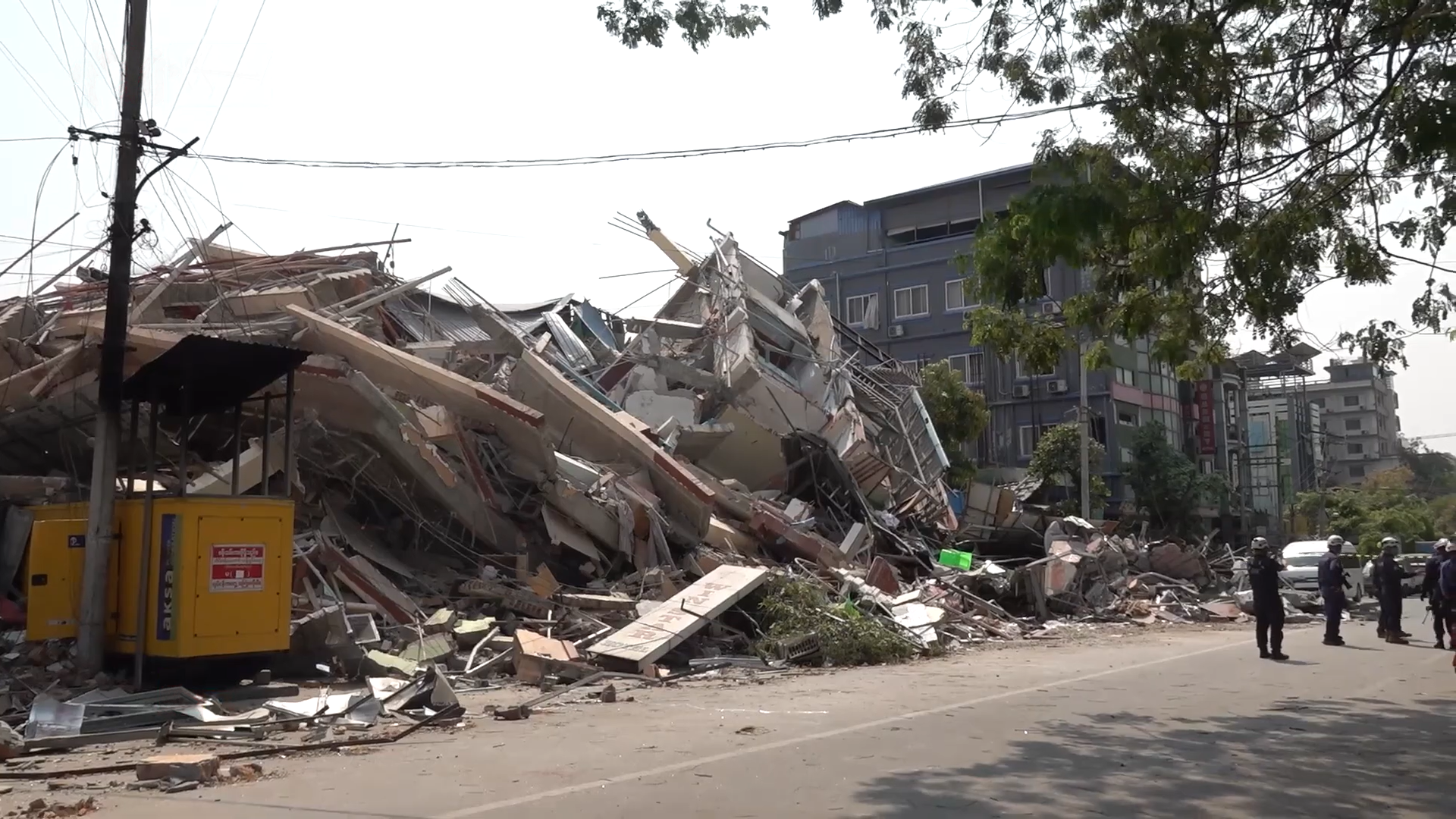
Разрушения в Мандалае после землетрясения в Мьянме, 28 марта

  - Второй тур досрочных президентских выборов в Абхазии. Победу одержал Бадра Гунба.
  - Российские войска возобновили наступление в Сумской области.
  - В префектуре Иватэ на северо-востоке Японии продолжается борьба с лесным пожаром, который охватил более 1200 гектаров. Это крупнейший пожар в регионе за последние 30 лет. Правительство мобилизовало силы самообороны для помощи местным пожарным в сдерживании огня[123].
  - Вооружённое нападение на избирательный участок в Абхазии, двое ранены[124].
- 2 марта:
  - Парламентские выборы в Таджикистане[125].
  - Космический аппарат Blue Ghost американской компании Firefly Aerospace совершил мягкую посадку на Луну[126][127].
- 5 марта — ВС РФ начали широкомасштабное контрнаступление в Курской области[128][129].
- 7 марта:
  - В США впервые за 15 лет произошла смертная казнь через расстрел[130][131].
  - В Сирии продолжаются столкновения между правительственными силами и сторонниками бывшего президента Башара Асада. По данным за 7 марта, в провинциях Латакия и Тартус погибло не менее 70 человек. Это стало крупнейшей акцией протеста против нового правительства Сирии после свержения Асада в декабре[132].
- 8 марта — в Республике Корея был освобождён из под стражи отстранённый в результате импичмента президент Юн Сок Ёль[133].
- 8—17 марта — Всемирные зимние специальные Олимпийские игры 2025 прошли в Турине, Италия[134].
- 9 марта — Марк Карни назначен лидером Либеральной партии Канады и премьер-министром Канады[135][136].
- 11 марта:
  - Парламентские выборы в Гренландии[137][138].
  - На Филиппинах арестован бывший президент Родриго Дутерте после того, как Международный уголовный суд выдал ему ордер на арест за преступления против человечества[139][140].
  - В Джидде (Саудовская Аравия) прошли переговоры между делегациями Украины и США[141].
  - Нападение боевиков на поезд в Пакистане. Погиб 21 пассажир[142].
- 12 марта:
  - ВС РФ освободили город Суджа в Курской области[143].
  - Парламентские выборы в Белизе[144].
- 13 марта — инаугурация президента Греции Константиноса Тасуласа.
- 14 марта — вступил в должность избранный премьер-министр Канады Марк Карни[145][146].
- 15 марта — несколько самолётов ВКС РФ вошли в опознавательную зону ПВО Южной Кореи[147][148].
- 16 марта — пожар в ночном клубе «Pulse» в Кочани (Северная Македония). Погибли 59 человек[149][150].
- 17 марта — Стюарт Янг сменил Кита Роули на посту премьер-министра Тринидада и Тобаго[151].
- 18 марта:
  - Израиль возобновил удары по сектору Газа после двух месяцев перемирия[152].
  - Прошли телефонные переговоры между президентом РФ Владимиром Путиным и президентом США Дональдом Трампом[153].
- 19 марта — задержан главный оппонент Эрдогана на выборах Экрем Имамоглу. Задержание произошло в Стамбуле по обвинению в коррупции и связях с террористами[154]. Начались массовые протесты в Турции[155].
- 21 марта:
  - Парламентские выборы[англ.] на Кюрасао[156][157].
  - Атакована газоизмерительная станция «Суджа»[158].
- 22 марта — в США полиция нашла мёртвой бывшего прокурора штата Виргиния Джессику Абер[159].
- 24 марта — Хан Док Су по решению Конституционного суда снова стал исполняющим обязанности президента Республики Корея[160].
- 25 марта:
  - Вступил в должность президент Беларуси Александр Лукашенко[161].
  - В Молдове была задержана глава Гагаузии Евгения Гуцул[162].
- 26 марта — в Южной Корее в результате лесных пожаров был уничтожен буддийский монастырь Гоунса, которому насчитывалось около 1300 лет. Монастырь, расположенный в уезде Ыйсон провинции Кёнсан-Пукто, был основан в 681 году монахом Силла. Некоторые национальные сокровища, такие как каменная статуя Будды IX века, удалось спасти заранее, переместив их в безопасное место.
- 27 марта — крушение батискафа «Синдбад» в Египте[163].
- 28 марта:
  - В центральной части Мьянмы произошло мощное землетрясение магнитудой 7,7[164]. Эпицентр находился вблизи города Сикайн на глубине 10 км[165]. Через 12 минут был зафиксирован повторный толчок магнитудой 6,4[166]. Подземные толчки ощущались в Бангкоке (Таиланд)[167].
  - Президентские выборы[англ.] в Того.
- 29 марта — Госдепартамент США принял решение о ликвидации USAID[168][169].
- 30 марта — землетрясение магнитудой 7 баллов произошло в Тонга[170].

### Апрель
- 2 апреля:

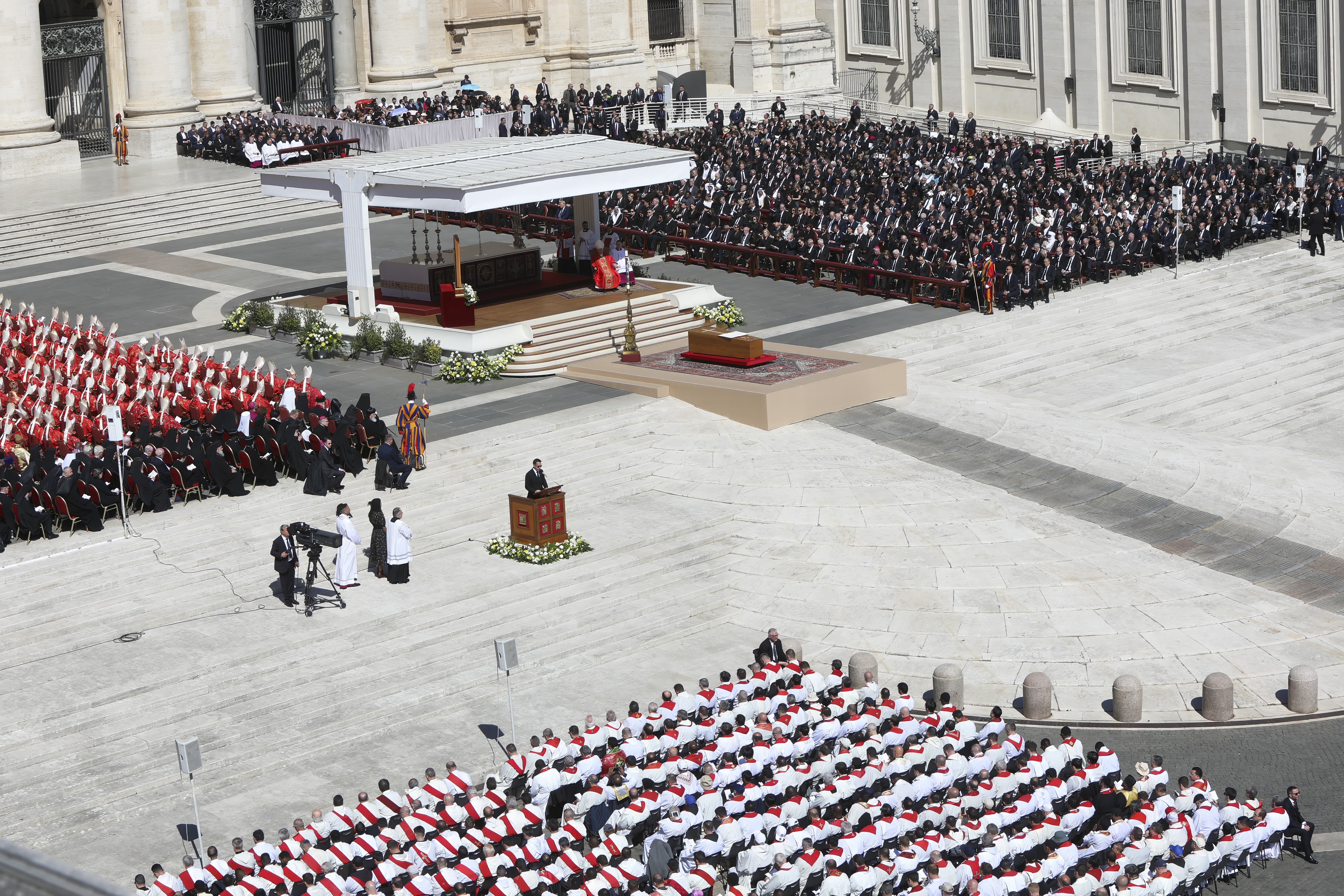
Похороны папы римского Франциска в Риме, 26 апреля

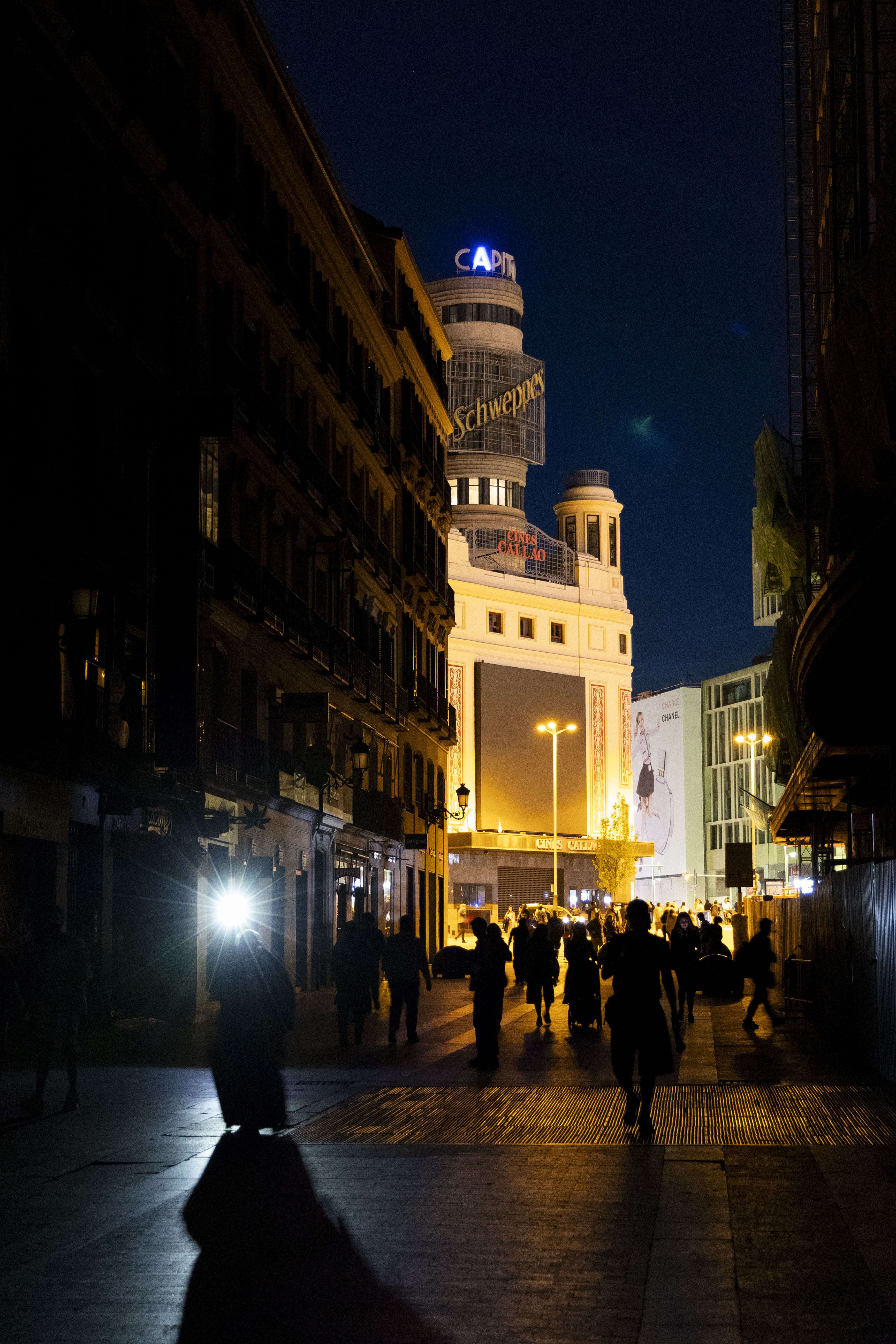
Вид с улицы Пресиадос на площадь Кальяо в Мадриде во время отключения электроэнергии на Пиренейском полуострове, когда улица Пресиадос все ещё находится в темноте, а на Кальяо частично восстановлено электроснабжение, 28 апреля

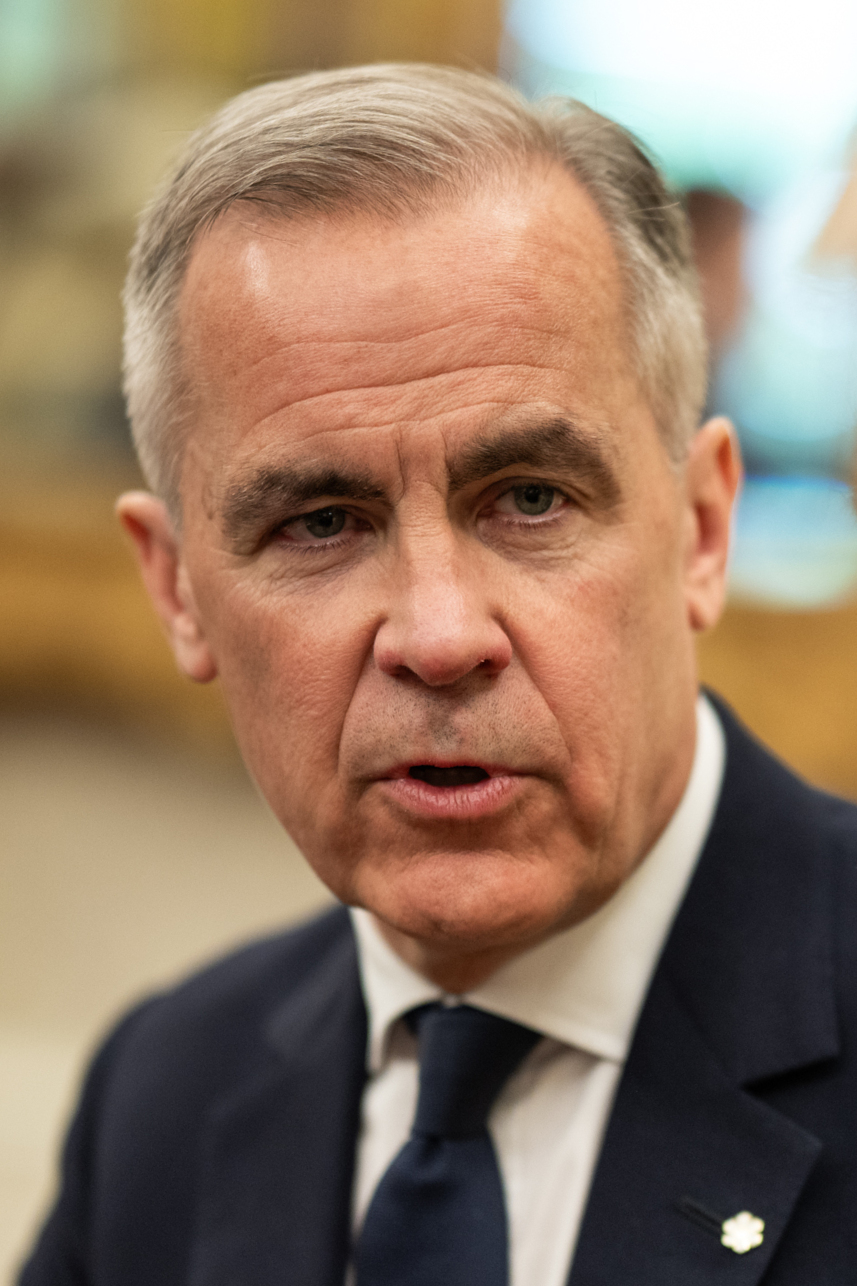
Премьер-министр Канады Марк Карни одержал победу на парламентских выборах 28 апреля как лидер Либеральной партии

  - Вступил в должность избранный президент частично признанной Республики Абхазия Бадра Гунба[171][172].
  - Президент США Дональд Трамп объявил о введении новых импортных тарифов, назвав этот день «Днём освобождения». Меры включают 10 % пошлину на все импортируемые товары, с более высокими ставками для отдельных стран[173][174][175].
- 4 апреля:
  - Конституционный суд Республики Корея утвердил импичмент президента Юн Сок Ёля[176].
  - Вторжение России на Украину: ВС РФ нанесли ракетный удар по жилому микрорайону в Кривом Роге. 20 человек погибли, в том числе 9 детей, и 75 получили ранения[177][178].
- 5 апреля — в США прошли многотысячные протесты под общим названием «Руки прочь!» против политики Дональда Трампа и Илона Маска[179][180].
- 6 апреля — российский хоккеист Александр Овечкин забил 895-ю шайбу в регулярных матчах НХЛ и стал лучшим бомбардиром в истории лиги, побив рекорд канадца Уэйна Гретцки[181].
- 7 апреля — празднование 100-летия со дня преставления святителя Тихона.
- 8 апреля — обрушение крыши ночного клуба Jet Set в Санто-Доминго, Доминиканская Республика. Погибли 226 человек, 200 получили ранения[182].
- 10 апреля — вертолёт Bell 206, на борту которого находились 6 испанских туристов, упал[англ.] в реку Гудзон неподалёку от Нью-Йорка. Все находившиеся на борту погибли[183][184].
- 13 апреля:
  - Открытие Всемирной выставки 2025 в Осаке[185].
  - Вторжение России на Украину: ВС РФ нанесли ракетный удар по Сумам, в результате чего погибли 35 человек, в том числе двое детей, и 117 получили ранения[186][187].
- 19 апреля — президент России Владимир Путин объявил о введении пасхального перемирия на линии боевых действий в Украине. Согласно заявлению, российские войска должны прекратить все боевые действия с 18:00 19 апреля до 00:00 21 апреля[188][189][190][191][192].
- 21 апреля:
  - Папа римский Франциск скончался в возрасте 88 лет[193].
  - На границе с Россией задержан лидер абхазской оппозиции и бывший кандидат на пост президента Абхазии Адгур Ардзинба[194].
- 22 апреля — близ района Пахалгама (Джамму и Кашмир, Индия) произошёл теракт, террористы открыли огонь по туристам, в результате чего погибли 26 человек, 17 человек получили ранения[195][196][197].
- 23 апреля — в Стамбуле (Турция) произошло землетрясение магнитудой 6,2. Более 150 человек пострадали[198].
- 26 апреля:
  - Взрыв в порту города Бендер-Аббас в Иране. Погибло 46 человек, пострадало около 1 400 человек[199].
  - Россия объявила о полном освобождении Курской области от вооружённых сил Украины[200].
  - В Риме при участии множества мировых лидеров и большом стечении народа прошла церемония похорон папы римского Франциска[201][202].
- 27 апреля — автомобиль въехал в толпу во время фестиваля в Ванкувере. Погибло 11 человек[203].
- 28 апреля:
  - Парламентские выборы в Канаде[204]. Либеральная партия Канады под руководством Марка Карни одержала победу[205].
  - Масштабное отключение электроэнергии произошло на юге Франции, в Испании и Португалии[206][207].
- 29 апреля:
  - Боестолкновения на границе Индии и Пакистана[208].
  - Пожар в ресторане в Ляонине, Китай[209].
- 30 апреля:
  - Парламентские выборы[англ.] на Каймановых Островах[210].
  - США и Украина подписали соглашение по полезным ископаемым[211].

### Май

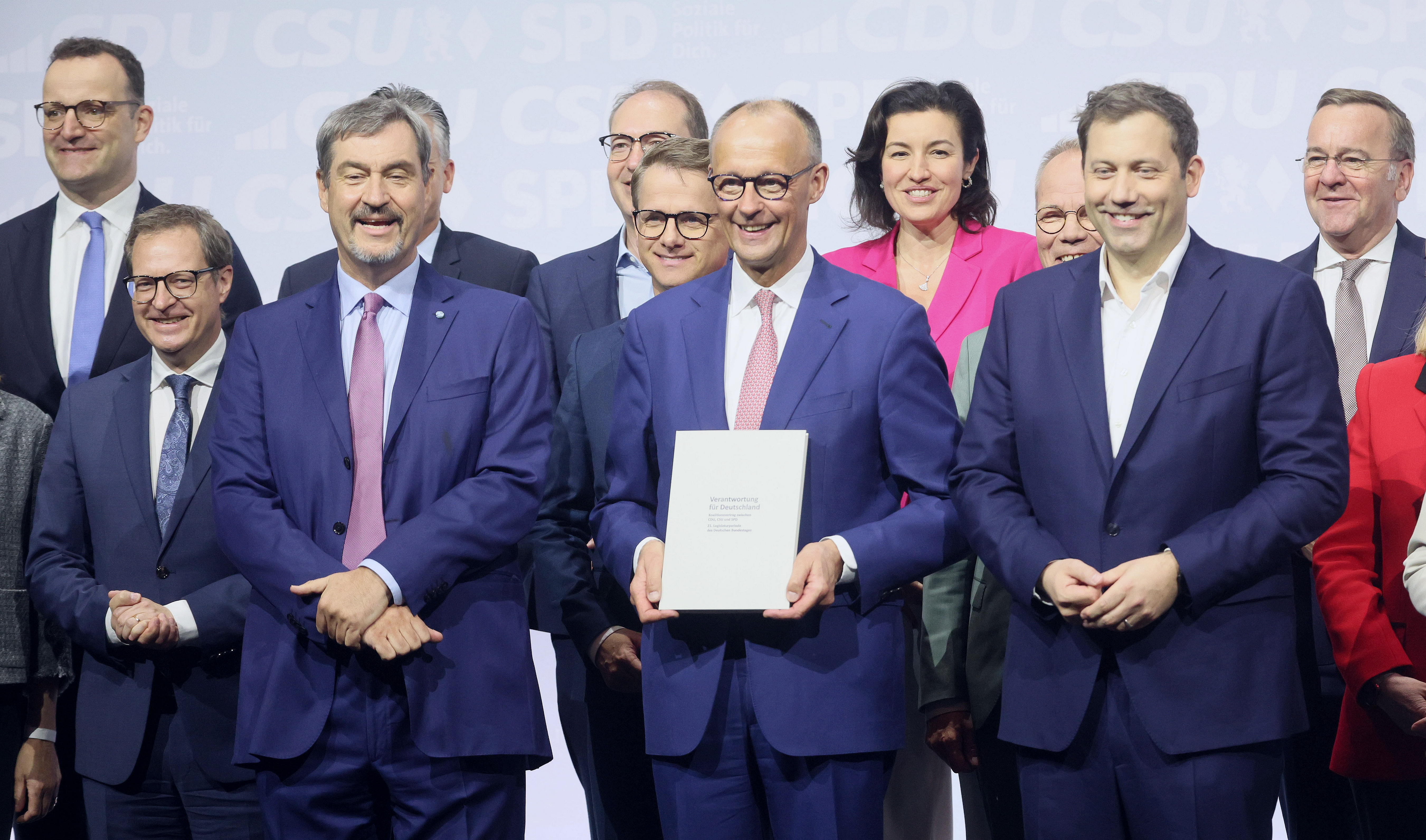
Подписание коалиционного соглашения на 21-й избирательный период Бундестага, 5 мая

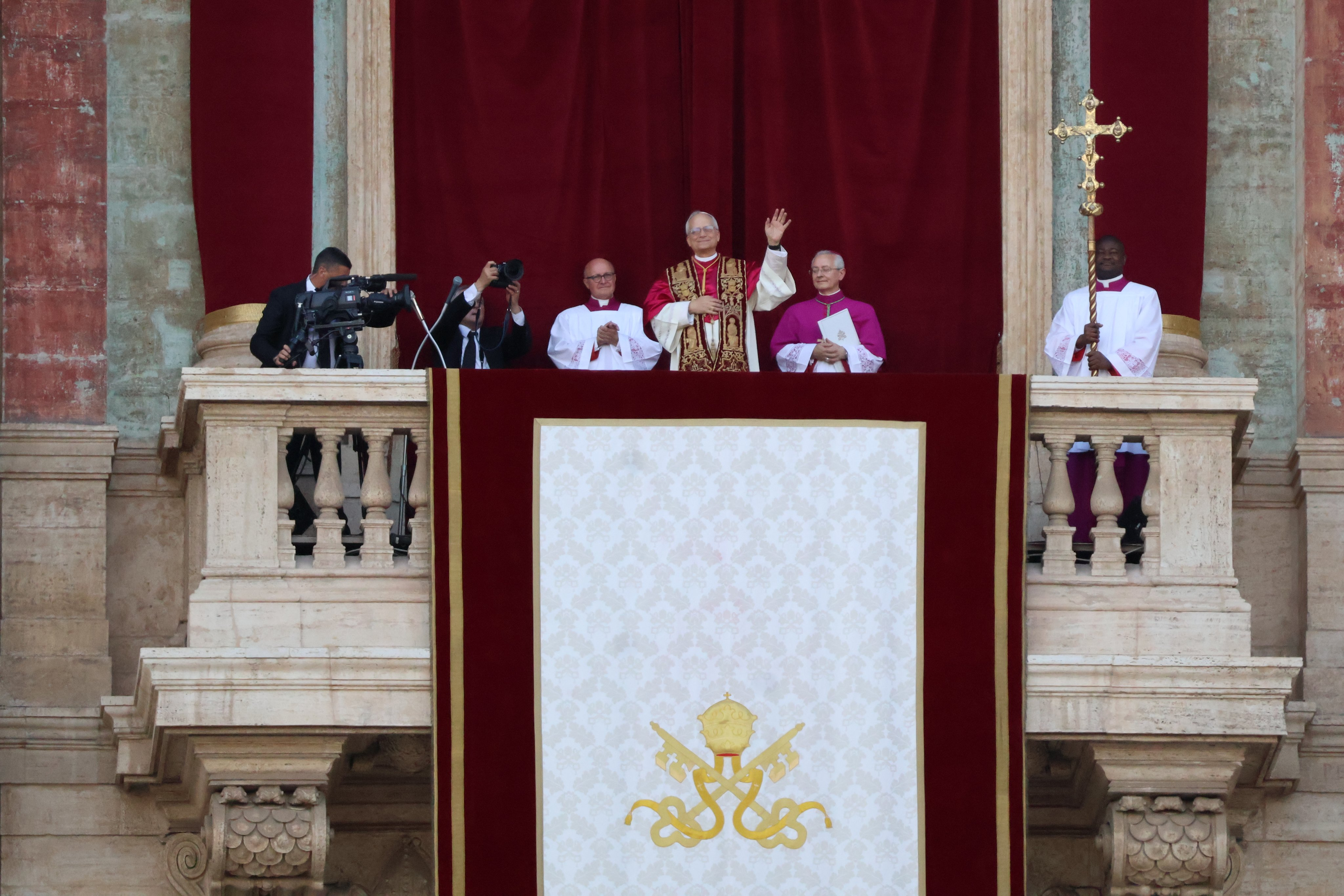
Папа римский Лев XIV на лоджии после своего избрания, 8 мая

Примар Бухареста Никушор Дан одержал победу во втором туре президентских выборах 18 мая, став новым президентом Румынии

- 3 мая:
  - Парламентские выборы[англ.] в Австралии. Победу одержали правящие лейбористы[212].
  - Парламентские выборы[англ.] в Сингапуре. Победу одержала правящая партия «Народное действие»[213].
- 4 мая — президентские выборы в Румынии. Во второй тур вышли Джордже Симион и Никушор Дан[214].
- 5 мая — прекращение работы и закрытие социальной сети Skype[215].
- 6 мая:
  - Нанесение Индией серии ракетных ударов по Пакистану в рамках операции «Синдур»[216].
  - Отставка Олафа Шольца. Новым федеральным канцлером Германии стал Фридрих Мерц[217][218].
- 7 мая — начало конклава в Риме (выборы 267-го папы римского)[219][220].
- 8 мая — конклав избрал папой римским американца Роберта Превоста, взявшего имя Лев XIV[221].
- 9 мая — празднование 80-летия победы в Великой Отечественной войне.
- 9—25 мая — Чемпионат мира по хоккею с шайбой 2025 проходит в Стокгольме, Швеция, и Хернинге, Дания.
- 10 мая — Пакистан объявил о начале операции «Нерушимая стена» против Индии и нанёс по ней серию ракетных ударов[222][223].
- 11 мая — парламентские выборы[англ.] в Албании. Действующая Социалистическая партия во главе с Эди Рамой победила на переизбрании, сохранив большинство в правительстве[224].
- 12 мая:
  - Всеобщие выборы в Филиппинах.
  - Рабочая партия Курдистана объявила о самороспуске[225].
- 13—17 мая — проведение 69-го конкурса песни «Евровидение» в Базеле (Швейцария).
- 16 мая — в Стамбуле прошли переговоры между делегациями России и Украины об урегулировании ситуации между двумя странами.
- 18 мая:
  - Первый тур президентских выборов в Польше. Во второй тур прошли кандидат от «Гражданской платформы» Рафал Тшасковский и кандидат от партии «Право и справедливость» Кароль Навроцкий[226].
  - Второй тур выборов президента Румынии. Победу одержал Никушор Дан[227].
  - В Ватикане прошла церемония интронизации папы римского Льва XIV[228][229].
  - Внеочередные парламентские выборы[порт.] в Португалии[230].
- 25 мая:
  - Парламентские выборы в Суринаме.
  - Парламентские выборы[англ.] в Венесуэле.
- 26 мая — Никушор Дан вступил в должность президента Румынии[231].
- 28 мая — массовое убийство в Байкальске (Иркутская область).
- 31 мая—1 июня — серия крушений поездов под Брянском и Курском в результате обрушения железнодорожных мостов. Погибло 7 человек, более 120 пострадали[232][233].

### Июнь
- 1 июня:

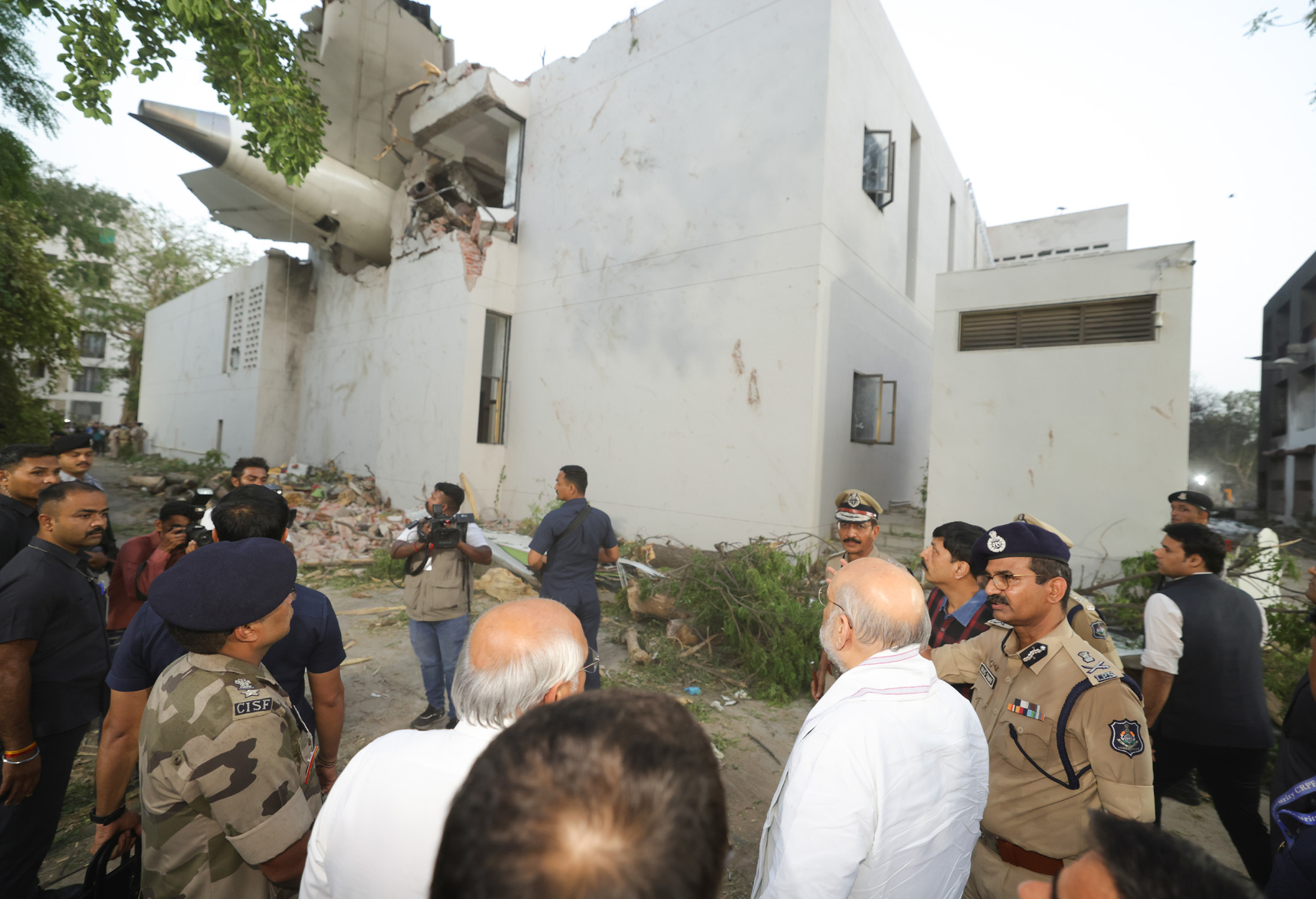
Последствия крушения Boeing 787 под Ахмадабадом, в результате которого выжил один человек. Катастрофа стала одной из крупнейших за последние десятилетия

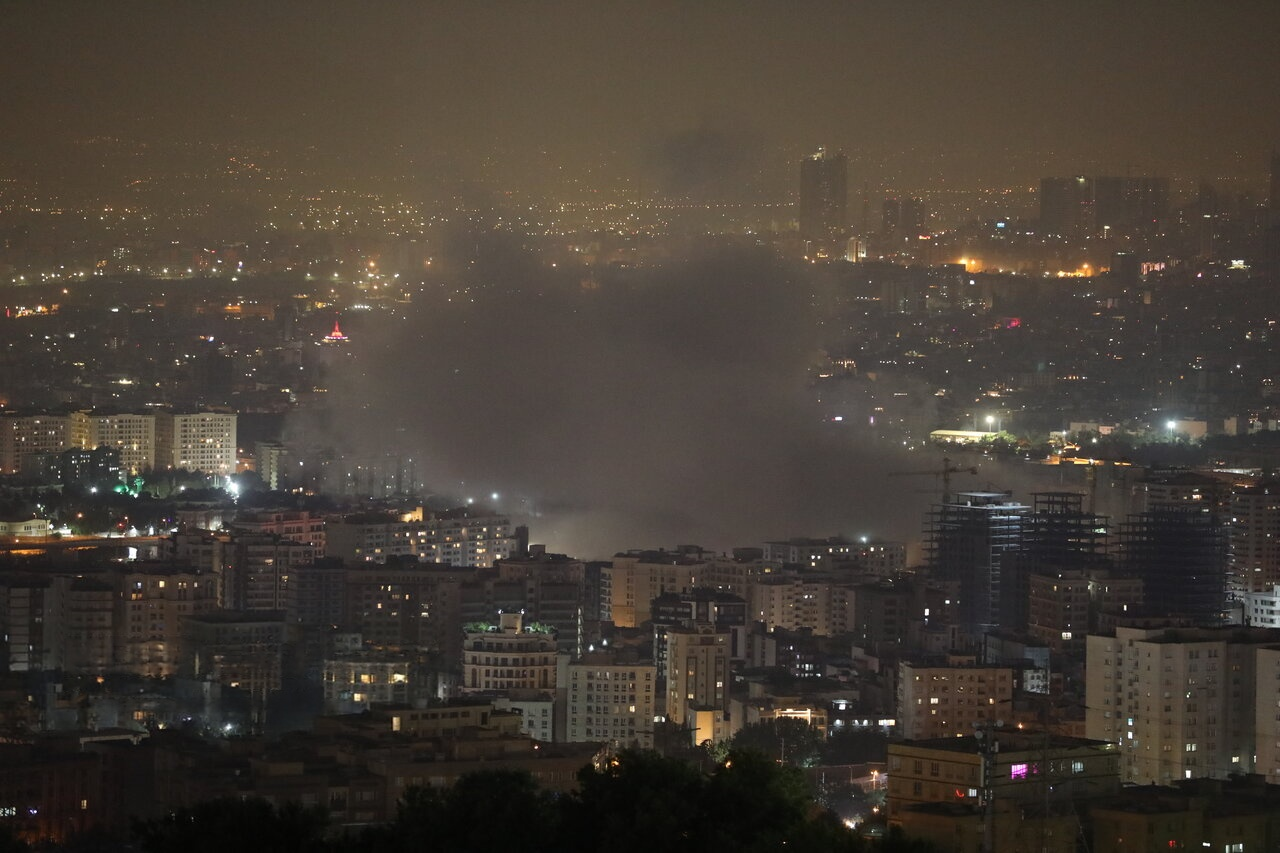
Взрывы в Тегеране (Иран), произошедшие во время израильской операции «Народ как лев», направленной против ядерной программы и инфраструктуры баллистических ракет Ирана

  - Празднование 1700-летия первого Вселенского Собора.
  - Второй тур выборов президента Польши. Победу одержал Кароль Навроцкий[234].
  - Операция «Паутина» — массовая атака Украины на российские военные аэродромы «Дягилево», «Оленья», «Иваново» и «Белая»[235].
- 2 июня — в Стамбуле прошёл второй тур прямых российско-украинских переговоров[236].
- 3 июня — президентские выборы в Южной Корее[237]. Победу одержал Ли Чжэ Мён[238].
- 4 июня — Дональд Трамп подписал новый закон, который запрещает въезд на территорию США гражданским лицам из 19 стран мира (12 — с полным запретом, 7 — с частичным запретом)[239].
- 6 июня — протесты в Лос-Анджелесе после того, как Иммиграционная и таможенная полиция США вошла в несколько городских районов, чтобы арестовать нелегальных иммигрантов[240].
- 10 июня — стрельба в школе в городе Грац (Австрия): 11 человек погибли, 30 получили ранения[241][242].
- 12 июня — крушение Boeing 787 под Ахмадабадом в Индии. Самолёт упал на здание общежития. На борту находилось 242 человека. Выжил лишь один человек[243].
- 13 июня — Израиль нанёс серию ракетных ударов по Ирану в рамках военной операции «Народ как лев».
- 15 июня—13 июля — Клубный чемпионат мира по футболу 2025 проходит в США[244].
- 15 июня—17 июня — 51-й саммит G7 в Канаде.
- 22 июня:
  - США нанесли удары по ядерным объектам в Иране.
  - Нападение исламистских боевиков на храм святого Илии в Дамаске. Погибло 25 человек, 63 пострадало[245].
- 23 июня — Иран нанёс ракетные удары по американским военным базам в Катаре и Ираке в ответ на авиаудары США, совершённые накануне[246].
- 24—25 июня — саммит НАТО в Нидерландах[247].
- 24 июня — Дональд Трамп объявил перемирие между Ираном и Израилем[248].
- 27 июня — Руанда и Демократическая Республика Конго подписали соглашение о мирном урегулировании конфликта на востоке Демократической Республики Конго[249][250].
- 28 июня — акции протеста в Сербии[251][252].
- 30 июня—13 июля — Уимблдонский турнир 2025[253].

### Июль

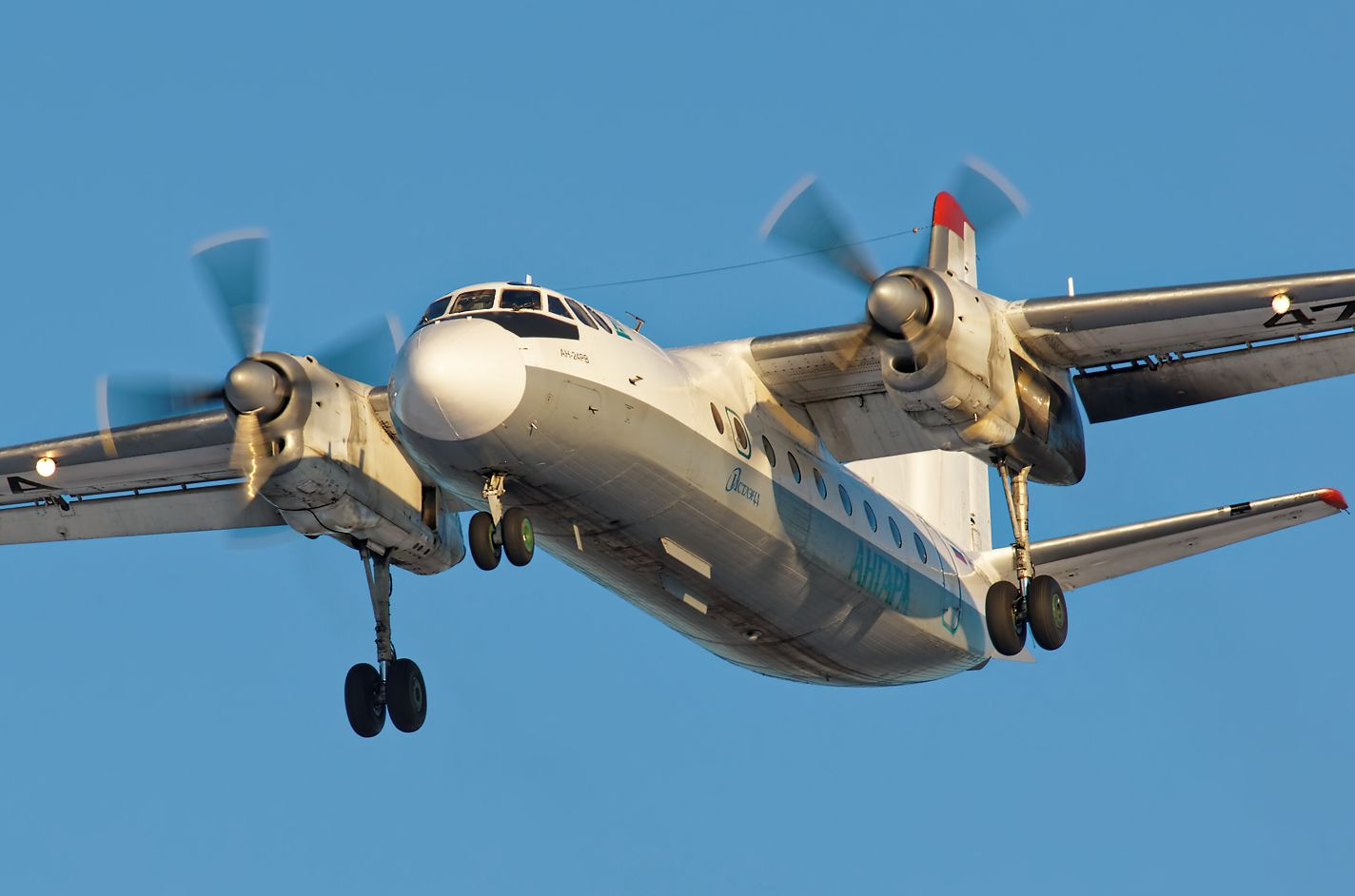
Пассажирский самолёт Ан-24, потерпевший крушение 24 июля вблизи аэропорта Тынды (Амурская область); погибли все 48 человек на борту

- 1 июля — Конституционный суд Таиланда приостановил полномочия премьер-министра Пхэтхонгтхан Чиннавата из-за скандала с утечкой телефонного разговора. Временным главой правительства назначен Сурия Чунгрунгрыангкит[англ.][254][255].
- 3 июля:
  - Произошёл массовый сбой во «ВКонтакте»[256].
  - Россия официально признала Исламский Эмират Афганистан[257].
- 5—6 июля — в Техасе (США) произошло внезапное наводнение из-за проливных дождей, погибли не менее 145 человек[258][259][260].
- 6—7 июля — саммит БРИКС в Рио-де-Жанейро (Бразилия)[261].
- 6 июля — в ОАЭ была запущена программа «золотых виз»[262].
- 7 июля — министр транспорта Российской Федерации Роман Старовойт застрелился в Подмосковье[263].
- 11 июля—3 августа — Чемпионат мира по водным видам спорта 2025 в Сингапуре[264].
- 13 июля — столкновения на юге Сирии.
- 16 июля — израильская авиация нанесла удары по президентскому дворцу и Генеральному штабу Сирии в Дамаске[265][266].
- 16—27 июля — в Германии проходит Всемирная летняя Универсиада[267].
- 16—17 июля — Денис Шмыгаль покинул пост премьер-министра Украины; новым главой правительства назначена Юлия Свириденко[268][269].
- 19 июля — в бухте Халонг (Вьетнам) во время шторма затонуло[англ.] судно, погибли не менее 37 человек[270][271].
- 21 июля — в Бангладеш военный самолёт упал на территорию школьного кампуса, погибли 32 человека[272].
- 22 июля — в Киеве, во Львове и Одессе протестующие вышли против лишения НАБУ и САП независимого статуса[273][274].
- 24 июля:
  - Пассажирский самолёт Ан-24 разбился вблизи аэропорта Тынды (Амурская область). Все 48 человек на борту погибли[275].
  - Вооружённый конфликт на границе Таиланда и Камбоджи[276].
- 25 июля:
  - Введено военное положение в восьми провинциях Таиланда на границе с Камбоджей[277].
  - Взрыв газа в жилом доме в Саратове, погибли семь человек[278].
- 27 июля — нападение боевиков на посёлок Команда и христианскую церковь в Демократической Республике Конго[279].
- 30 июля — у берегов Камчатки произошло мощное землетрясение магнитудой 8,8, вызвавшее угрозу цунами. Данное землетрясение стало сильнейшим с 1952 года на территории Камчатского края и Сахалинской области[280][281].
- 31 июля — в результате российского удара по Киеву погиб 31 человек, среди них — пять детей. 159 пострадали[282][283].

### Август

Президент России Владимир Путин (слева) и президент США Дональд Трамп (справа) на встрече в Анкоридже (Аляска, США), 15 августа 2025 года. Это была их первая встреча с 2019 года и первая встреча президентов России и США с 2021 года

- 1 августа — Apple продала трёхмиллиардный смартфон[284].
- 3 августа — у берегов Йемена перевернулась лодка с мигрантами из Эфиопии, погибли не менее 68 человек, более 70 пропали без вести[285][286].
- 6 августа — Кароль Навроцкий вступил в должность президента Польши[287].
- 8 августа — в Белом доме (Вашингтон, США) президенты Азербайджана и Армении Ильхам Алиев и Никол Пашинян подписали мирное соглашение о прекращении боевых действий при посредничестве президента США Дональда Трампа[288][289][290].
- 15 августа:
  - На Аляске прошли переговоры между Владимиром Путиным и Дональдом Трампом о ситуации на Украине[291][292].
  - Серия наводнений в Индии и Пакистане из-за сильных проливных дождей. Погибли более 650 человек[293][294][295].
  - Взрыв на заводе «Эластик» в Рязанской области. Погибло 20 человек, 134 пострадали[296][297][298].
- 17 августа — всеобщие выборы в Боливии.
- 18 августа — в Белом доме состоялась встреча президентов США и Украины — Дональда Трампа и Владимира Зеленского[299][300][301].

## Ожидаемые события

### Сентябрь
- 2 сентября — празднование 80-летия победы во Второй мировой войне.
- 8 сентября — парламентские выборы[англ.] в Норвегии.
- 11—14 сентября — турнир по Dota 2 The International 2025[302].
- 12—28 сентября — Чемпионат мира по волейболу среди мужчин 2025 в Пасае и Кесон-Сити на Филиппинах.
- 13—21 сентября — Чемпионат мира по лёгкой атлетике 2025[англ.] в Токио, Япония[303].
- 14 сентября — единый день голосования в России.
- 15—20 сентября — парламентские выборы в Сирии[304].
- 20 сентября — проведение конкурса песни «Интервидение» в Москве.
- 27 сентября — всеобщие выборы[англ.] на Сейшельских Островах[305][306].
- 28 сентября — парламентские выборы в Молдове[307].

### Октябрь
- 3 октября:
  - Ожидается, что великий герцог Люксембурга Анри отречётся от престола. Новым великим герцогом Люксембурга станет наследный великий герцог Гийом[308].
  - Празднование 35-летия воссоединения Германии.
- 3—4 октября — парламентские выборы в Чехии[309].
- 9 октября — 11 октября — пройдёт 27-й Сольвеевский конгресс по химии (с темой «Исследование границ в химии»)[310].
- 12 октября — президентские выборы[англ.] в Камеруне.
- 14 октября — прекращение официальной поддержки Windows 10[311].

### Ноябрь
- Проведение президентских выборов на Барбадосе.

- 10—21 ноября — в Белене (Бразилия) пройдёт COP30 (Конференция ООН по изменению климата)[англ.].
- 21—22 ноября — в Йоханнесбурге (ЮАР) состоится саммит G-20, это будет первый саммит G-20, который пройдёт в Африке[312].

### Декабрь
- 13 декабря — проведение 23-го конкурса песни '«Детское Евровидение»'‎ в Грузии.
- 21 декабря — 18 января 2026 — Кубок африканских наций 2025 в Марокко.